# توشیو ماتسوورا
توشیو ماتسوورا (به انگلیسی: Toshio Matsuura) بازیکن فوتبال اهل ژاپن و عضو تیم ملی فوتبال ژاپن است که در تاریخ ۰۲ ژوئن ۱۹۸۱ میلادی اولین بازی ملی‌اش را انجام داد. او در ۲۲ بازی ملی حضور داشت و آخرین بازی ملی خود را در تاریخ ۲۶ سپتامبر ۱۹۸۷ میلادی انجام داد. توشیو ماتسوورا در بازی‌های ملی‌اش
۶ گل به ثمر رساند.